# Kawasaki Zephyr

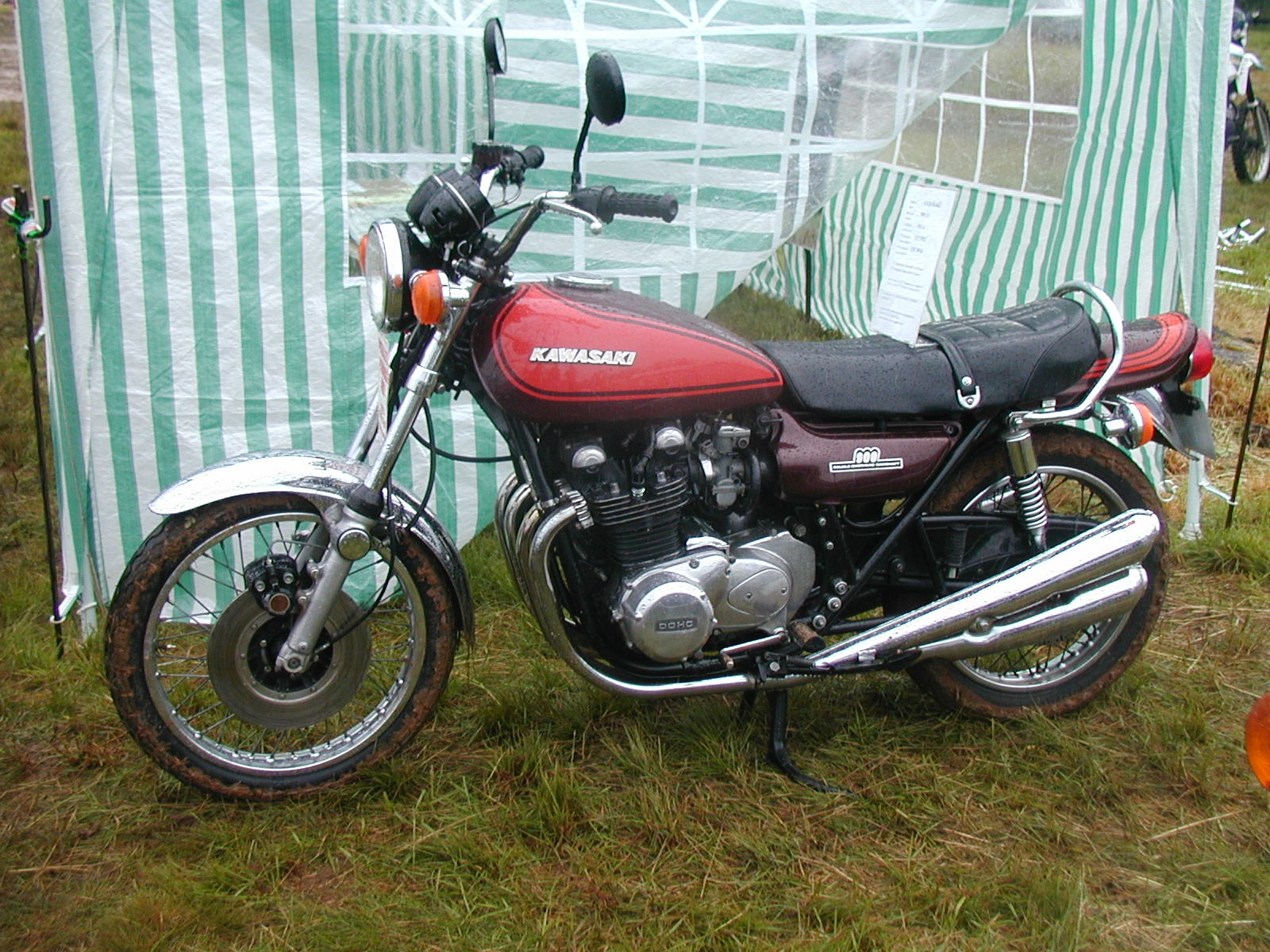
De Z1 900 (vanaf 1972) is de stamvader van alle Kawasaki-viercilinders

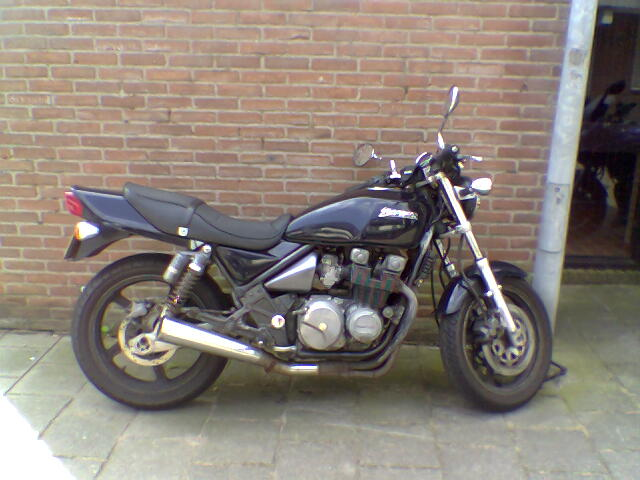
Kawasaki Zephyr 550

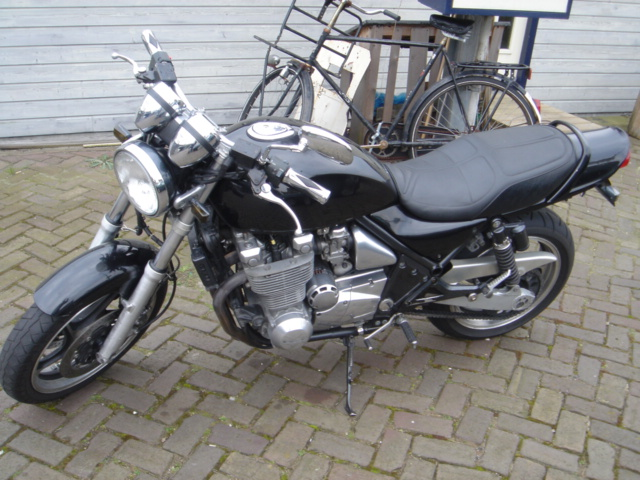
Een licht aangepaste Kawasaki Zephyr 1100.

De Zephyr is een modellenlijn van het motormerk Kawasaki die in 1991 geïntroduceerd werd in drie cilinderinhouden: Kawasaki Zephyr 550-, 750- en 1100 cc. Het waren zogenaamde retro bikes: machines die qua model terugverwezen naar de jaren zeventig. Ze waren dan ook in eerste instantie bedoeld voor de heropstappers, die na een aantal jaren weer opnieuw motorrijder werden. De twee belangrijkste kenmerken waren de dubbele schokdempers (in tegenstelling tot de intussen algemeen gebruikte monovering) en het ontbreken van een stroomlijnkuip. Het motorblok had echter ook alle kenmerken van een twintig jaar oudere motorfiets. De luchtgekoelde viercilinder lijnmotor leek veel op die motorblokken die in de veel oudere Z 750, Z 900 en Z 1000-modellen waren gebruikt. De productie van de Zephyr-serie eindigde rond 1996.
Anno 2007 worden deze machines vooral in Duitsland veel gebruikt als basis voor streetfighter motoren. In Duitsland zijn dan ook diverse winkels te vinden die speciaal op maat gemaakte onderdelen verkopen voor de Zephyr. 